# パラダイス・ガレージ

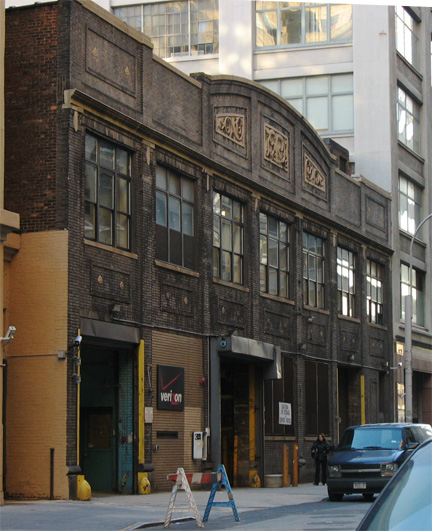
かつてのパラダイス・ガレージ

パラダイス・ガレージ (Paradise Garage) は、かつてアメリカ合衆国ニューヨーク市マンハッタン区ハドソン・スクエア地区のKing Streetにて存在したディスコ。1977年にオープンし、1987年8月22日のClosing Partyを以ってクローズした。
客層は主にゲイの黒人であり、伝説的なDJ、ラリー・レヴァンがプレイしていた。ラリーは幅広い音楽の知識を元にディスコ、ロック、ヒップホップ、ラテン音楽、ソウル、ファンク、テクノ・ポップなどありとあらゆる音楽を掛けて一晩中客を踊らせていたが、その有様はそこに集う客の熱狂を伴ってほとんど宗教儀式のようであったと言われている。また、ラリーは独学ながら優れた音響の専門家でもあり、エンジニアのリチャード・ロングと共にパラダイス・ガラージに自らの手で構築したサウンドシステムは大音響でありながら非常にクリアな音で、ダンスフロアの中央にいても容易に客の間で会話ができたとも伝えられている。
多くのニューヨークのDJがパラダイスガレージとラリーのDJスタイルに衝撃を受けてDJの道へと進み、現在に至るも史上最高のクラブの一つとして語り継がれている。ラリーがパラダイスガレージで掛けていたような音楽やその進化した形の音楽はガラージと呼ばれるが、これはハウス音楽や、テクノ音楽に大きな影響を与えた。また、そのサウンドシステムもその音質の高さから未だに伝説として語られている。
パラダイス・ガレージという名前は、このディスコがあった建物がかつて駐車場（ガレージ）であったことに由来している。その様子についてはクラブが失われた今となっては想像や伝聞に頼るしかないが、ラリーのDJプレイを録音したものがCD化されており、かつての熱気をうかがうことができる。
ちなみに、主な客層であった黒人訛りでは「パラダイス・ガラージ」と発音することから、一般的に音楽のジャンルとして「ガラージ若しくはガラージュ」と称されることが多い。